# Kustaa Inkeri
Kustaa Aadolf Inkeri, född 12 november 1908 i Letala, död 16 mars 1997, var en finsk matematiker och astronom.
Han var verksam vid Åbo universitet.
1951 blev han medlem av Finska Vetenskapsakademien.
Minor Planet Center listar honom som upptäckare av 1 asteroid.

## Asteroid upptäckt av Kustaa Inkeri
| 1425 Tuorla | 3 april 1937 |